# جيمس هولاند
جيمس هولاند (بالإنجليزية: James Holland)‏ ، من مواليد 15 مايو 1989 في سيدني في أستراليا ، لاعب كرة قدم أسترالي.

## روابط خارجية
- جيمس هولاند على موقع الاتحاد الدولي (مؤرشف)  (الإنجليزية)
- جيمس هولاند على موقع الاتحاد الأوربي (الإنجليزية)
- جيمس هولاند على موقع قاعدة بيانات كرة القدم.إي يو (الإنجليزية)
- جيمس هولاند على موقع ناشيونال فوتبول تيمز (الإنجليزية)
- جيمس هولاند على موقع Soccerway.com (الإنجليزية)
- جيمس هولاند على موقع عالم كرة القدم.نت (الإنجليزية)
- جيمس هولاند على موقع كووورة
- جيمس هولاند على موقع AS.com (الإسبانية)